# Chó chăn cừu Hà Lan
Chó chăn cừu Hà Lan là một giống chó thuộc dòng chó chăn cừu có nguồn gốc từ Hà Lan có xuất xứ từ thế kỷ 19 ở vùng núi non hiểm trở. Chúng ban đầu được sử dụng bởi những người mục đồng Hà Lan để chăn những đàn cừu trên đồng cỏ. Ngày nay, chúng còn được huấn luyện để trở thành chó nghiệp vụ. Trợ thủ đắc lực cho lực lượng mật vụ chính là đội chó nghiệp vụ K-9 với số lượng khoảng 20-30 con, được đào tạo và huấn luyện chuyên nghiệp, có nhiệm vụ riêng biệt bảo vệ Tổng thống Obama, với 2 dòng chó nghiệp vụ chính là chó chăn cừu Hà Lan và dòng chó chăn cừu Malinois Bỉ.

## Tổng quan
Thập niên 40 và 50 của thế kỷ trước, dòng chó chăn cừu Hà Lan gần như tuyệt chủng hoàn toàn vì những người dân du mục không có nhu cầu nuôi loại chó này nữa do nền nông nghiệp hiện đại ra đời. Thế chiến II cũng khiến nhiều dòng chó chăn cừu Hà Lan suy giảm nghiêm trọng do đói ăn hoặc chết vì tham chiến. Hiện nay chó chăn cừu Hà Lan vẫn cực kì quý hiếm. Mỗi năm câu lạc bộ chó chăn cừu Hà Lan thế giới lại khuyến khích chủ nuôi gặp mặt để nhân giống và phát triển số lượng loài này.

## Đặc điểm
Chó chăn cừu Hà Lan dài chừng 60 cm không kể đuôi, nặng khoảng 30 kg. 3 dòng cơ bản nhất của chó chăn cừu Hà Lan là lông ngắn, lông dài và lông rậm. Phân biệt chó chăn cừu Hà Lan với chó chăn cừu Đức có thể thông qua hình dáng đầu và màu lông. Chó chăn cừu Hà Lan thường có màu lông đen điểm vàng hoặc đen tuyền.
Với khứu giác tinh nhạy gấp trăm lần con người, chó nghiệp vụ có khả năng phát hiện chất nổ amoni nitrat, RDX, hỗn hợp potassium và bom tự tạo. Ngoài khả năng phát hiện chất nổ tài tình, chó nghiệp vụ có thể lao đi như đạn bắn với tốc độ 60–80 km/giờ và tung ra cú cắn hạ gục đối phương trong tích tắc. Chó nghiệp vụ đào tạo có khả năng tấn công vào những chỗ hiểm như cổ, bắp đùi, hạ bộ đối phương với kĩ thuật hoàn hảo nhất.